# 九二海戰
九二海戰發生於1958年9月2日，亦稱為九二台海戰役、料羅灣海戰、金門料羅灣戰役，屬於八二三炮戰中規模最大的海戰，战事发生于9月1日晚至9月2日晨。9月1日下午16时30分中華民國海軍舰队4艘自马公出发前往金门补给。20时10分中國人民解放軍海軍炮艇队7艘从厦门启航，22时20分鱼雷艇队6艘从虎屿启航；23时3分镇海观通站雷达发现27海里处的国军舰队正向料罗湾方向行驶，航速11节，于是下令各艇队出擊；23时48分镇海雷达发现国军一艘大型船只（运载货物与人员的美坚号登陆舰）脱离编队以12节航速驶向料罗湾，遂锁定仍在海上的3艘舰只；0时7分鱼雷艇队6艘发动攻击并于0时50分撤離，0时10分炮艇队发动攻击（解放军稱因两次台风间的高海况，只有大功率的3艘高速炮艇以18节航速赶到战场参战；国军称解放军還有4艘低功率的50吨炮艇参战）并于9月2日凌晨1时8分撤離。9月2日0时20分，美坚号在短暂靠岸让部分人員下船后即回航馬公。国军称沱江号在交战前靠岸卸载了为8吋榴配套的炮兵校射雷达。
此役國軍一艘驅潛艦報廢，解放军的損失有爭議。解放軍承認两艘鱼雷艇沈沒，國軍說10-11艘艇沈沒，將此役視為大捷。

## 背景
1949年12月7日，第二次國共內戰中失利的中華民國政府遷徙至台湾:1，中華人民共和國取得絕大部分中國大陸領土。不過，在台灣的中華民國政府仍續擁有福建省當中的金門、馬祖兩座島群總面積約兩百平方公里的群島（以下簡稱國軍）。1958年，為贏得國共內戰與取得金門島等因素，中国人民解放軍（以下簡稱解放軍）於該年8月23日開始以密集砲擊為主攻打金門島，並對金門展開海路封鎖。
经过8月24日海战，中華民國海軍的租用商船台生輪被击沉，中海号被重创，二艘均为坦克登陆舰LST(2)。此战后，國军对金门的运补选择大风、高海况，解放軍的几十吨级别的鱼雷艇难以出航的时机，以避免遭解放軍快艇的伏击。解放军也意识到当天海况对鱼雷艇作战不利，因此另又组织了炮艇战队支援鱼雷艇。

## 戰鬥序列

### 解放軍
| 任務                   | 單位               | 兵力組成                                                                        | 指揮官       |
| ---------------------- | ------------------ | ------------------------------------------------------------------------------- | ------------ |
| 岸上雷达引导指挥       | 快艇1大队          | 鎮海雷達站                                                                      | 队长刘建廷   |
| 鱼雷快艇突击群:247-249 | 快艇1大队          | 4艘123-K型艇(174、177、178、180艇；装備雷达） 2艘123-B型艇(103、105艇；無雷达） | 参谋长张逸民 |
| 护卫艇战斗群           | 护卫艇31大队       | 3艘75吨55甲型护卫艇（556、557、558艇）:252                                      | 大队长魏垣武 |
| 护卫艇战斗群           | 温台巡防区炮艇大队 | 4艘50吨53甲型护卫艇                                                             |              |

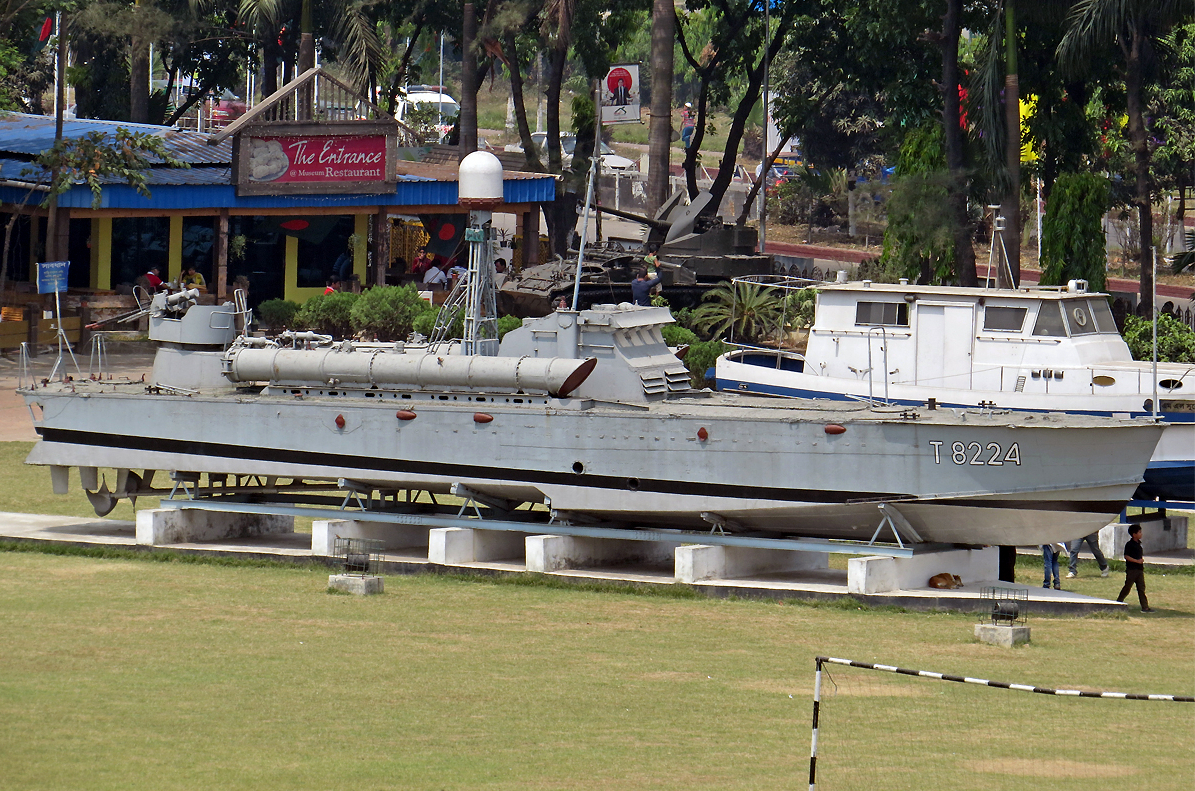
123-K型魚雷艇

- 123型魚雷艇（北約稱為P-4型魚雷艇）排水量22公噸，主武器为2具457毫米鱼雷发射管，最高速度達42節。魚雷艇分為123-B和123-K型，123-B型無雷達，123-K型有雷達。[10]

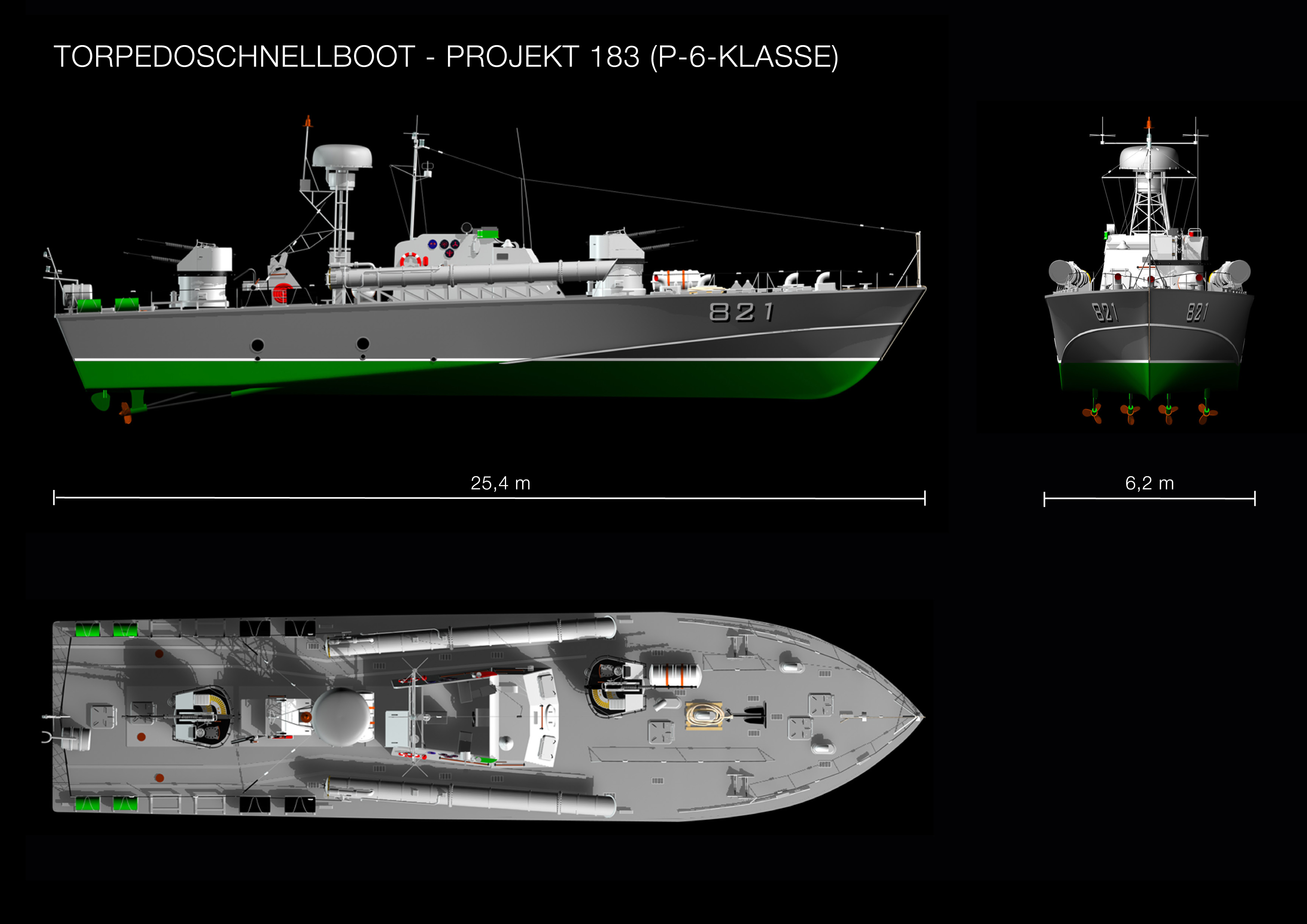
183型魚雷艇設計

- 55甲型炮艇排水量75吨，2座双联37毫米机关炮塔，最高航速22节。該型利用蘇聯183型魚雷艇的圖紙設計[10]。
- 53甲型炮艇排水量50吨，最高航速11节。解放軍聲稱未及参战，次日天亮后带领渔船搜救落水人员。

### 國軍

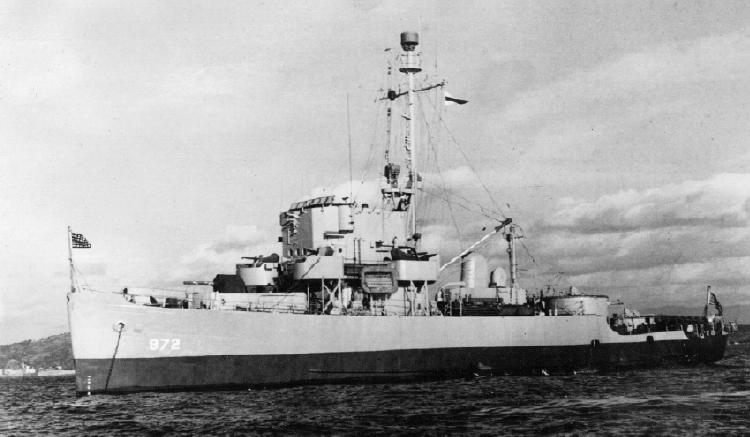
維源號同級艦

| 南區支隊長姚道義上校（旗艦維源號）            |                      |            |
| 任務                                          | 艦艇                 | 艦長       |
| 護航                                          | 維源號巡邏艦         | 陳連生少校 |
| 護航                                          | 柳江號PC-461級驅潛艦 | 李仕材少校 |
| 載運彈道測向儀及美軍顧問到金門。              | 沱江號驅潛艦         | 劉溢川少校 |
| 載運中外記者約30人及400多名結束休假官兵到金門 | 美堅號中型登陸艦     | 徐明光上尉 |

- 維源號原为美国PCE-842級巡邏艦（英语：PCE-842-class patrol craft），初名永興號，屬於「永」字號軍艦。該艦长55米，宽10米，排水量640吨，最高航速15节，主武器1門MK22艦砲、3门波佛斯40公釐高射砲和5门厄利孔20毫米机炮。[14]

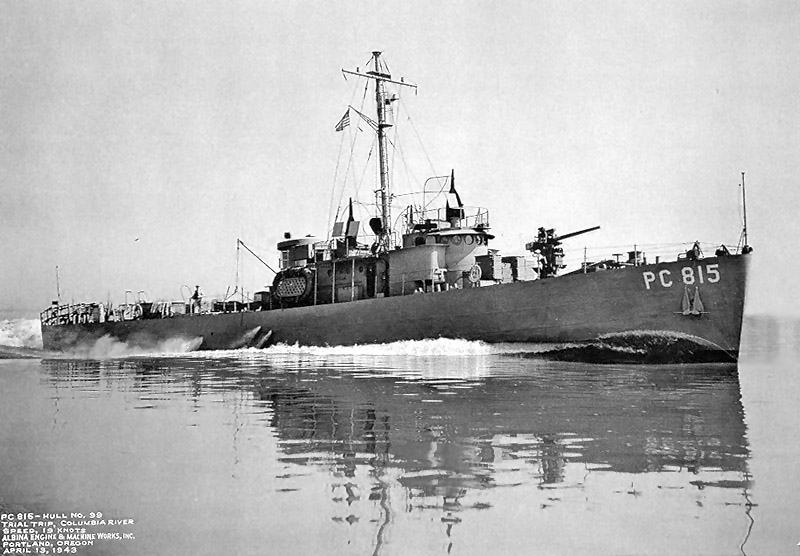
沱江號同級艦

- 沱江號（原舷號PC-1247）和柳江號為美國Nashville Bridge公司（廠）於1943年出廠的PC-461級驅潛艦所改裝，於1948年由美國撥交給中華民國海軍使用，屬於「江」字號軍艦。該軍艦長約52.94公尺，寬7.16公尺，排水量450吨，最高航速18節，經改裝後配有1門MK22艦砲、1门波佛斯40毫米高射砲和5门厄利孔20毫米機砲。[15]

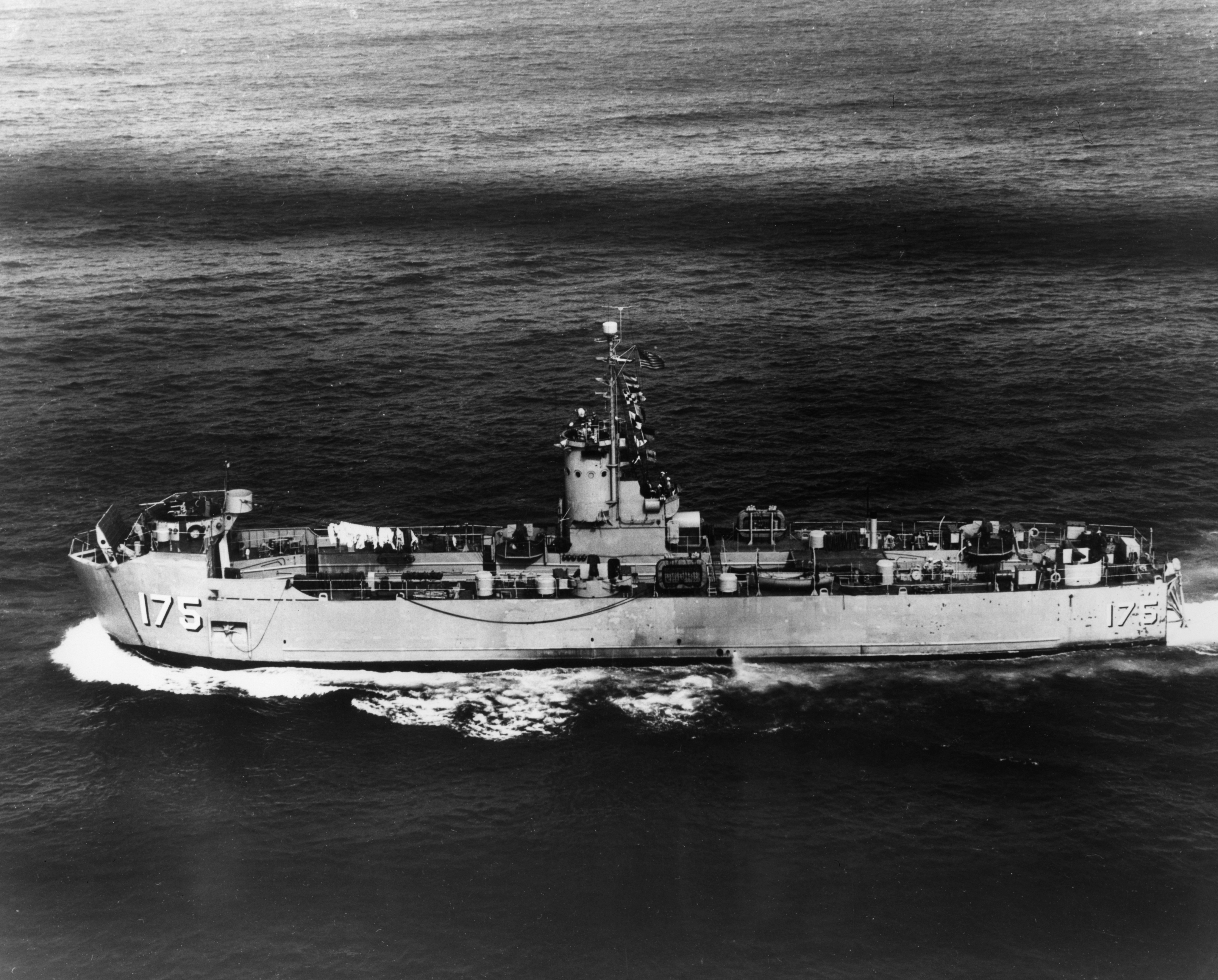
美堅號同級艦

- 美堅號原为美国中型登陸艦LSM-249，長203英尺6英寸（62.03），宽34英尺6英寸（10.52），滿載排水量1,095長噸（1,113公噸），最高航速13.2节，主武器1门雙聯裝波佛斯40毫米高射砲，4门厄利孔20毫米機關炮。[16]

## 遭遇
1958年9月1日16时30分，為掩護從台灣後勤運補至金門的美堅號中型登陸艦（LSM-249），中華民國海軍六二特遣部隊南區巡邏支隊的沱江號編號104、柳江號編號125獵潛艦，和维源號編號42巡邏艦共3艘，从马公岛驶出前往金门岛。美堅號满载军事物资，休假期满的美军顾问与士兵，以及中外记者30人（美堅艦艦長徐明光說记者37人）组成的战地访问团。沱江艦並且負責將機密裝備—「彈道測向儀」運到金門，使國軍砲兵能精確打擊敵方炮兵陣地。這項任務原本由咸陽艦執行，但國防部發現共軍經由潛伏的共諜得知計畫，所以臨時改將任務交給沱江艦。:71
20时52分，解放軍的镇海雷达站在27海里距离上发现美堅號船队。此时，处于台风前缘，风力8-9级，远远超出解放軍快艇的适航能力。國军选择这种天气海况出航，就是看准了不适于快艇出击。但最終解放軍仍派船冒險出航接戰。
沱江號先行，其餘三艦在約一萬碼後尾隨掩護。23時39分，沱江號卸完貨，1958年9月2日凌晨5分回航。美堅號於零時離隊，15分鐘後開始卸載。:131
1958年9月2日，中国人民解放军海军的103、105、174、177、178、180号123型魚雷艇，和556、557、558号55甲型炮艇共9艘，與國軍艦隊於金門料羅灣附近外海正面衝突。2日凌晨34分，國軍發現解放军快艇，维源號和柳江號前往攔截。

## 經過
解放軍六艘鱼雷快艇在不良海況中由于剧烈颠簸有2枚鱼雷坠海，2枚鱼雷部分出管导致引信报废，尚未进入战斗即损失了三分之一的鱼雷。又因解放军雷达员将脱离护卫编队独自行驶的美坚号登陆舰误判为火力較大的维源号炮舰而選擇迴避，反錯把維源號與柳江號判定為美堅號與護衛的巡邏艦並將其作為目標，因此鱼雷艇将鱼雷定深设为3米以应对吃水较深的美坚号，最終卻是朝编队内吨位最大，却吃水不及3米的维源号发动近距离进攻（维源号炮术长亦称亲眼见一枚鱼雷从船底通过）。
双方舰艇距离30鏈尚在魚雷射程之外时，國軍3艘军舰猛烈开火拦阻射击，解放軍6艘鱼雷艇均不同程度被击中受损。凌晨48分，解放軍鱼雷艇进入射击距离，才发现國軍为1艘“永”字号与2艘“江”字号军舰。其後解放軍艦艇選擇優先攻击最大的“永”字“维源”号。解放軍在黑夜浪高中分散单独攻击，180、178、105艇在1-2.5链处发射可用的4枚鱼雷（另有2枚鱼雷坠海或不能使用），全部脱靶。凌晨50分，解放軍103、177艇发射可用的2枚鱼雷（另有2枚鱼雷坠海或不能使用），也全部脱靶。解放軍174艇则另向“沱江”号（也可能是柳江號，因当时沱江號在战场的另一边）发射2枚鱼雷，均未命中。
黑夜中撤離战斗时，解放軍180艇（张逸民的指挥艇）因舵机遭炮击受損，未能及时转向，遭174艇撞击迅速沉没；174艇破损后船艙燈光外露停航、艇员弃船，被國軍炮火于8分钟后击沉。两艇沉没之处距离“维源”舰仅100米左右，但夜间落水鱼雷艇成員未受顾及。180艇16名落水艇员被随后交战后返航的55甲型炮艇全部救起，174艇9名落水艇员被之后赶到的53甲型炮艇于次日凌晨9时10分全部救起。
鱼雷艇進攻時，厦门水警区护卫艇31大队的3艘55甲型炮艇75吨快速炮艇發現沱江號與美堅號，由於未意識到魚雷艇實際上並未捕捉到美堅號，而將目標訂為沱江號以掩護魚雷艇的進攻，至鱼雷艇撤離的同时，在另一边與沱江号交火。由于55甲型炮艇高速接近，沱江号来不及调转3吋主砲（一說交火初期卡彈而後被擊毀），3艘55甲型以共6座水冷高平两用双管37毫米苏联V-11式机关炮，与沱江号的1门40機砲和5门厄利孔20毫米机炮互射；沱江號遭3艘解放軍炮艇接近後被壓制的無力還擊，但55甲型炮艇数分钟内即消耗了大半的37毫米弹药，随即因火炮过热和舰面弹药告罄，需从底舱提取弹药而暂缓攻势；沱江号舰员趁此间隙上炮位回击，解放军炮艇编队伤亡均产生于此时。其间金门和大陆岸炮也参与了对海和对岸炮击，因夜间分不清纠缠的敌我，仅具警示用途。沱江號幾乎喪失航行與戰鬥能力後發出求救信號並關燈停火，解放軍因而在夜色中丟失目標，在暗夜中搜索沱江號時與前来解圍的維源號與柳江號發生交戰。3艘55甲型炮艇久戰未果，且在先前的戰鬥中被意圖衝撞的沱江號沖散隊形，擔心暗夜下發生誤擊並認定沱江號遲早會沉沒，總計發射4,399枚37毫米彈藥後撤離戰鬥，國軍航速較慢且以支援沱江為重沒有追擊。55甲型炮艇返航途中救起魚雷艇的落水艇员，沱江號則由維源號與柳江號輪流拖帶回澎湖，因受創過重除役，3个月后解体。
“美坚”号未遭遇到战斗，靠泊金门后，11名记者下船登岸，沒來得及下船的记者隨艦行動回到馬公，將目睹海戰的經過寫成新聞發布:135-136。此战后，中华民国海军不再用登陆舰直接运补金门岛，而是采取让运输船停在外海，用小艇换乘卸载转运金门港口。
中华人民共和国方面称：解放军损失2艘鱼雷艇，鱼雷战队无人员伤亡，炮艇战队伤亡11人。中華民國方面稱：沱江号81名舰上官兵中，医官陈科荣以下10人死亡，29人受伤，并宣称國軍共計擊沉共軍魚雷快艇3艘、大型砲艇8艘，重傷砲艇2艘；功勞大多攬給沱江號，稱其擊沉解放軍魚雷快艇2艘，擊傷砲艇2艘；在短暫交火後，沱江號重傷、艦身彈孔七十餘處，維源號輕傷；陣亡官兵十一員，受傷官兵二十五員。

## 後續

### 中华人民共和国
东海前线指挥部情报部门将沱江号炮舰从国军海军作戰序列中剔除。後續檢討，中华人民共和国方面认为，此次战斗虽没达成击沉国军“美”字号运输舰的目的，但通过炮艇群的出色表现，封锁料罗湾的战役目标仍旧部分达成了。但鱼雷艇战队因冒进亦损失2艘鱼雷艇，后将战术改为先由炮艇攻击瘫痪目标，再由鱼雷艇从容击沉目标，并在以后的海战中遵循这一规则。
由于战绩出色，解放军556艇战后获頒授首任“海上猛虎艇”。

### 中华民国

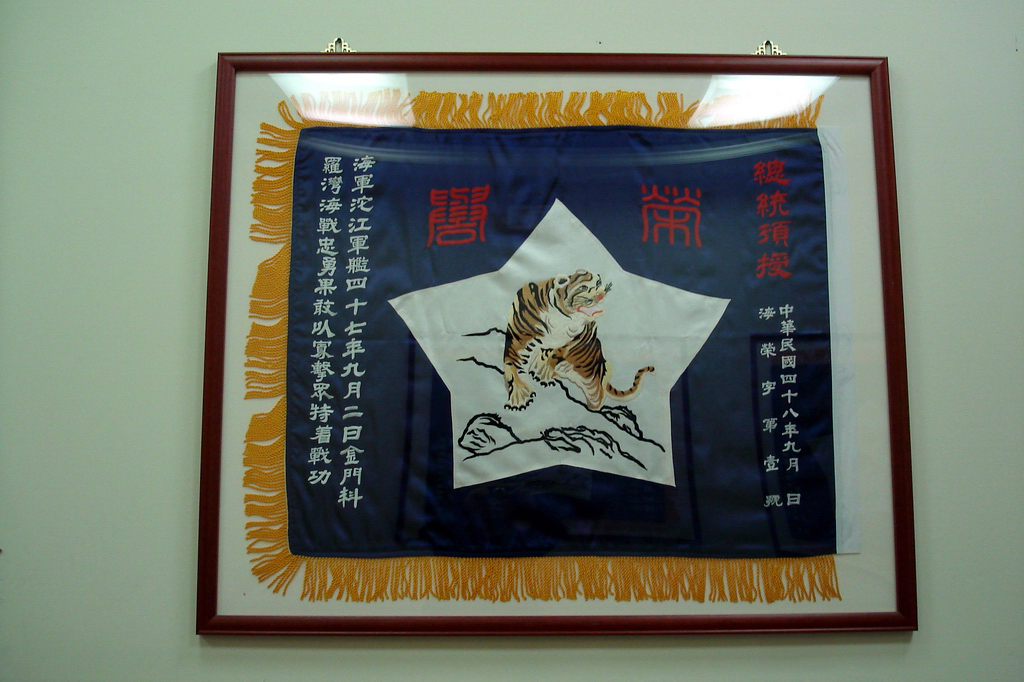
沱江艦在九二海戰後獲授之榮譽虎旗

經中華民國海軍其他船艦解圍後，沱江號被維源艦、柳江艦拖回澎湖馬公軍港進塢搶修。9月9日由大明艦拖回左營，進海軍第四造船廠大修。經評估失去修復價值，於11月1日除役。:75為此，中華民國海軍還於沱江號除役當天舉行盛大追思典禮，並在當天將新接收的美國利亞瑟·D·史密斯公司的「米利奇維爾」號（Milledgeville）軍艦同樣命名為沱江號（編號125號）。
沱江號此役於於1959年9月蒙中華民國總統蔣中正頒授榮譽虎旗。陣亡的沱江號軍醫陳科榮中尉，除破格昇為校級外，並入忠烈祠奉祀。除此，沱江號艦長劉溢川少校因戰功連連晉升，並於1982年代於中華民國海軍陞任海軍中將職務；而擔任此役的總指揮——中華民國海軍副總司令黎玉璽，也因此役與隨後成功運補物資和部署美國供應的8吋榴彈炮至金門，於次年升任中華民國海軍總司令，並於1965年升任一級上將參謀總長。中華民國海軍軍歌〈忠義之歌〉最後一句「台海戰役敵喪膽，忠義軍風滅敵人」，即取自該戰役。1964年8月，海軍總司令黎玉璽上將為該戰役於高雄市海軍左營基地大門前圓環勒碑紀念，並請蔣中正總統親題「海軍九二台海勝利紀念碑」。海軍不成文的以九月二日為「臺海戰役勝利紀念日」，並引為海軍節。

## 圖片

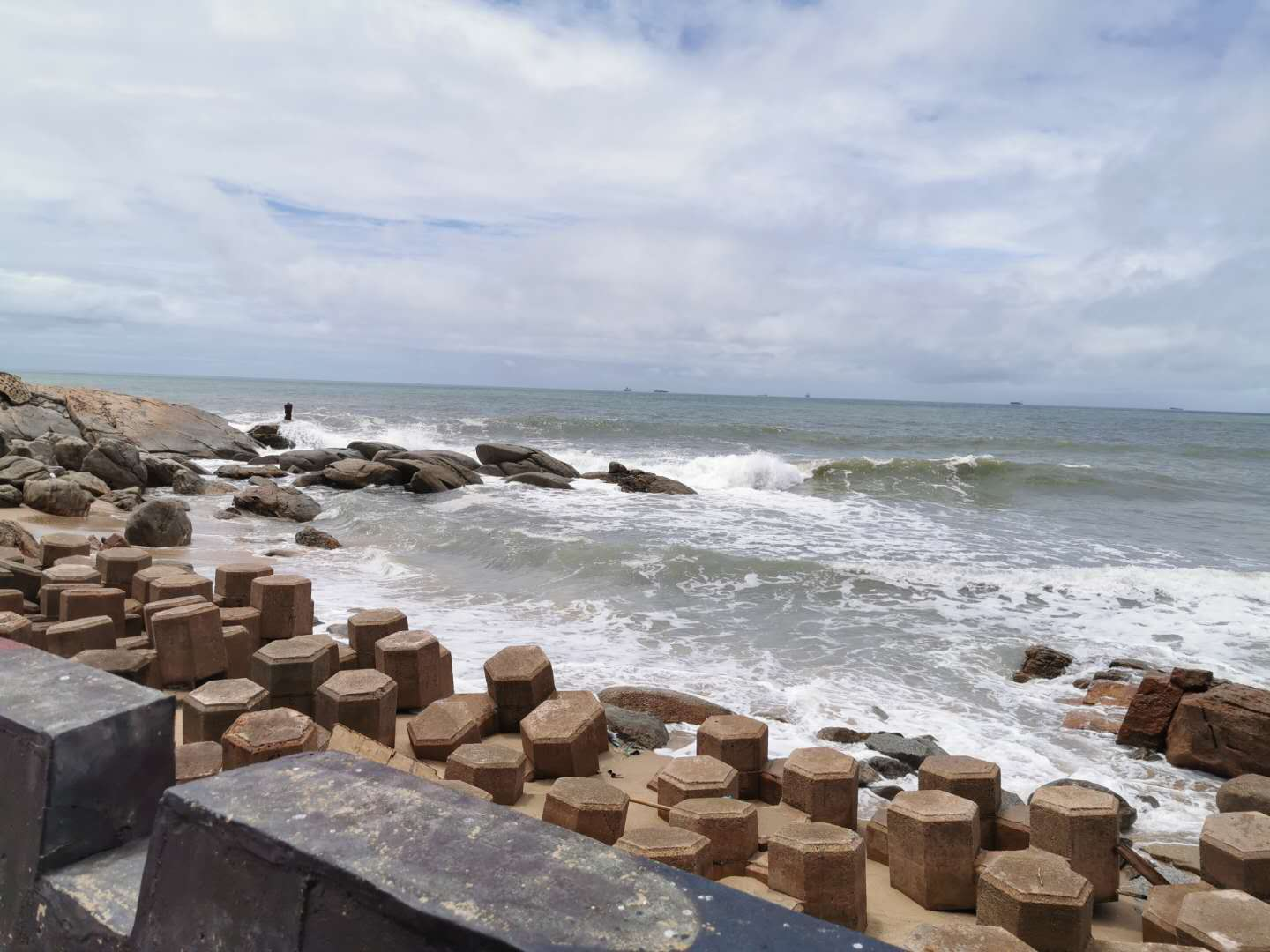
料羅灣
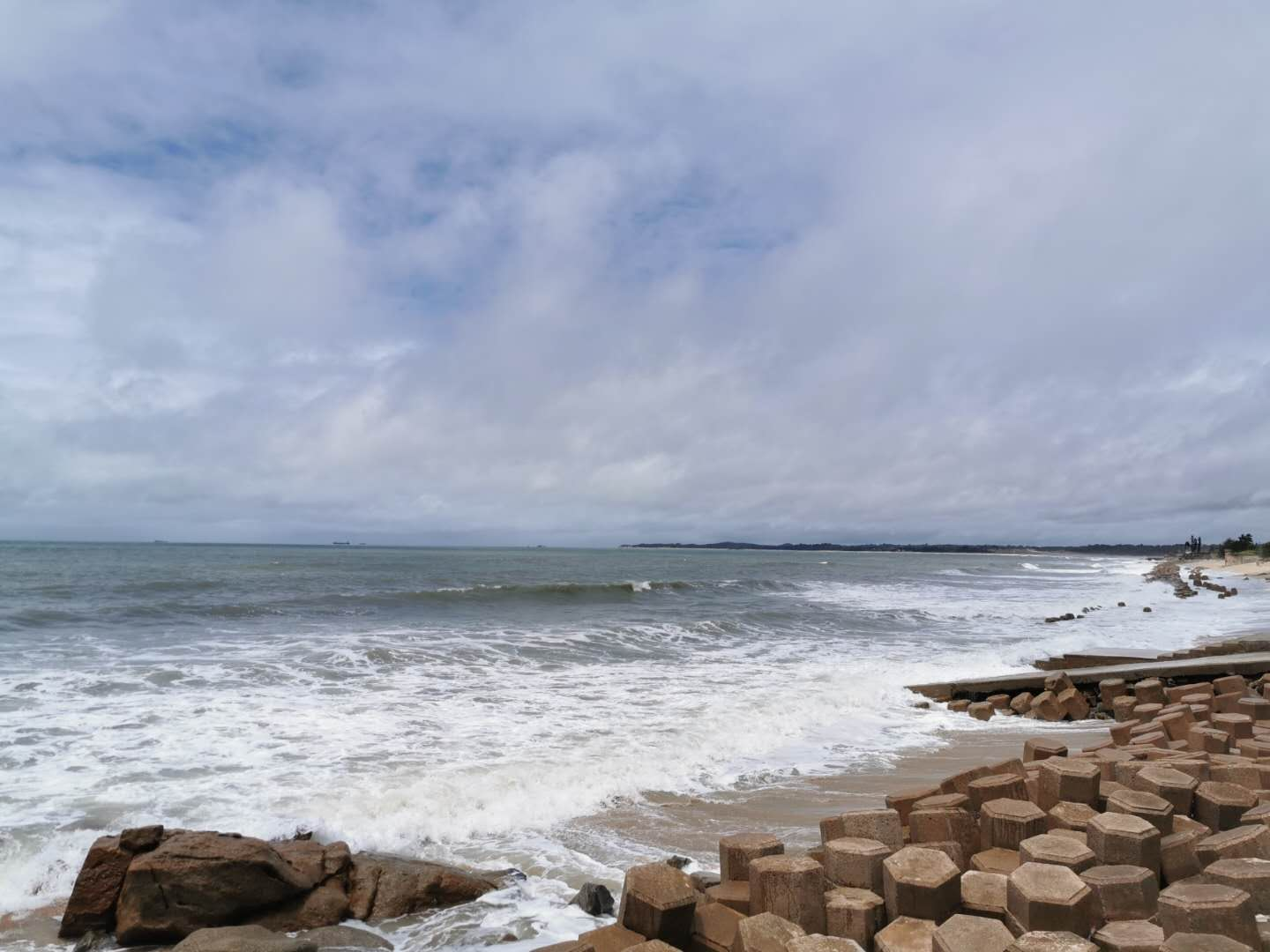
料羅灣
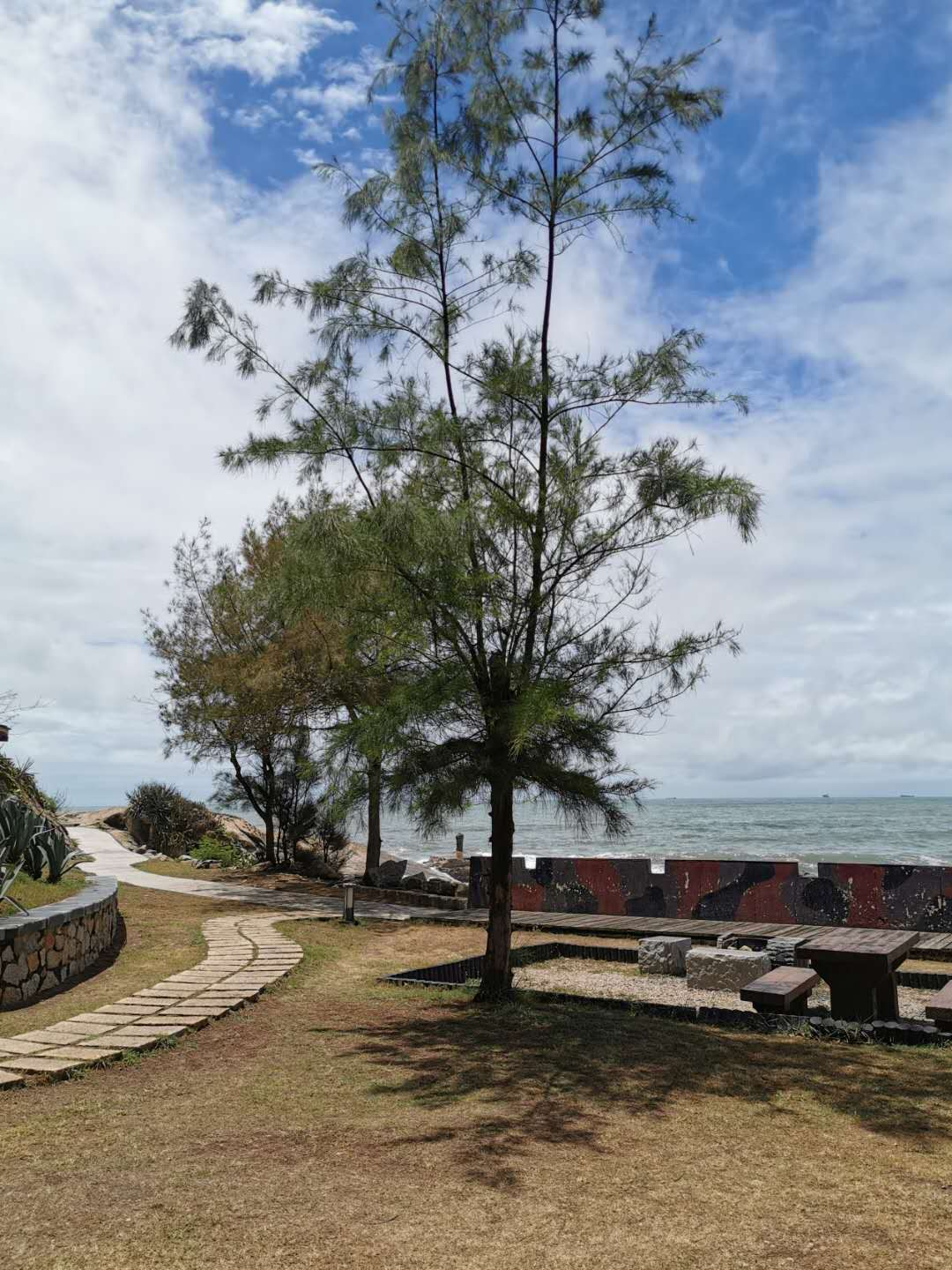
料羅灣
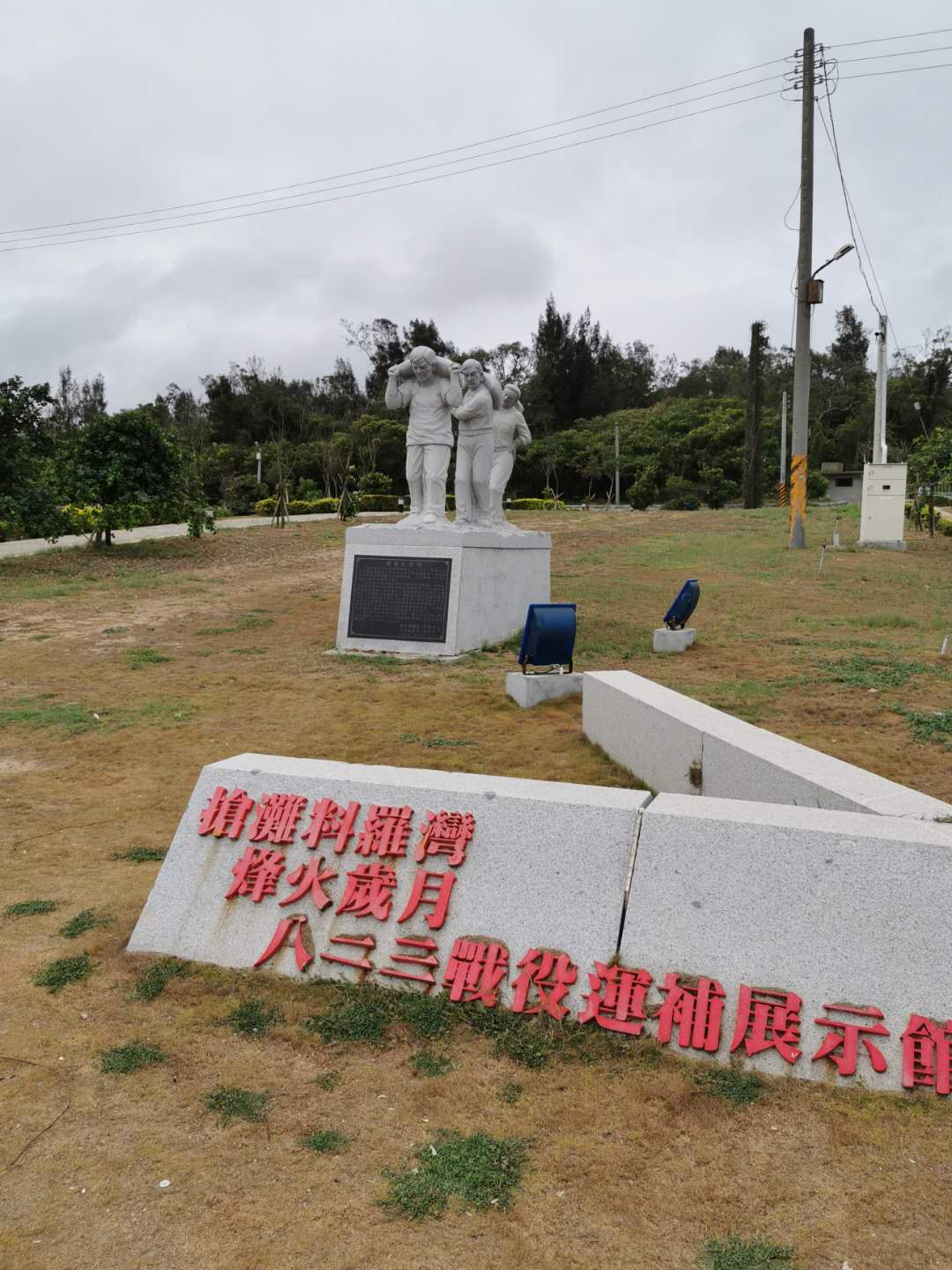
料羅灣八二三戰役運補展示館
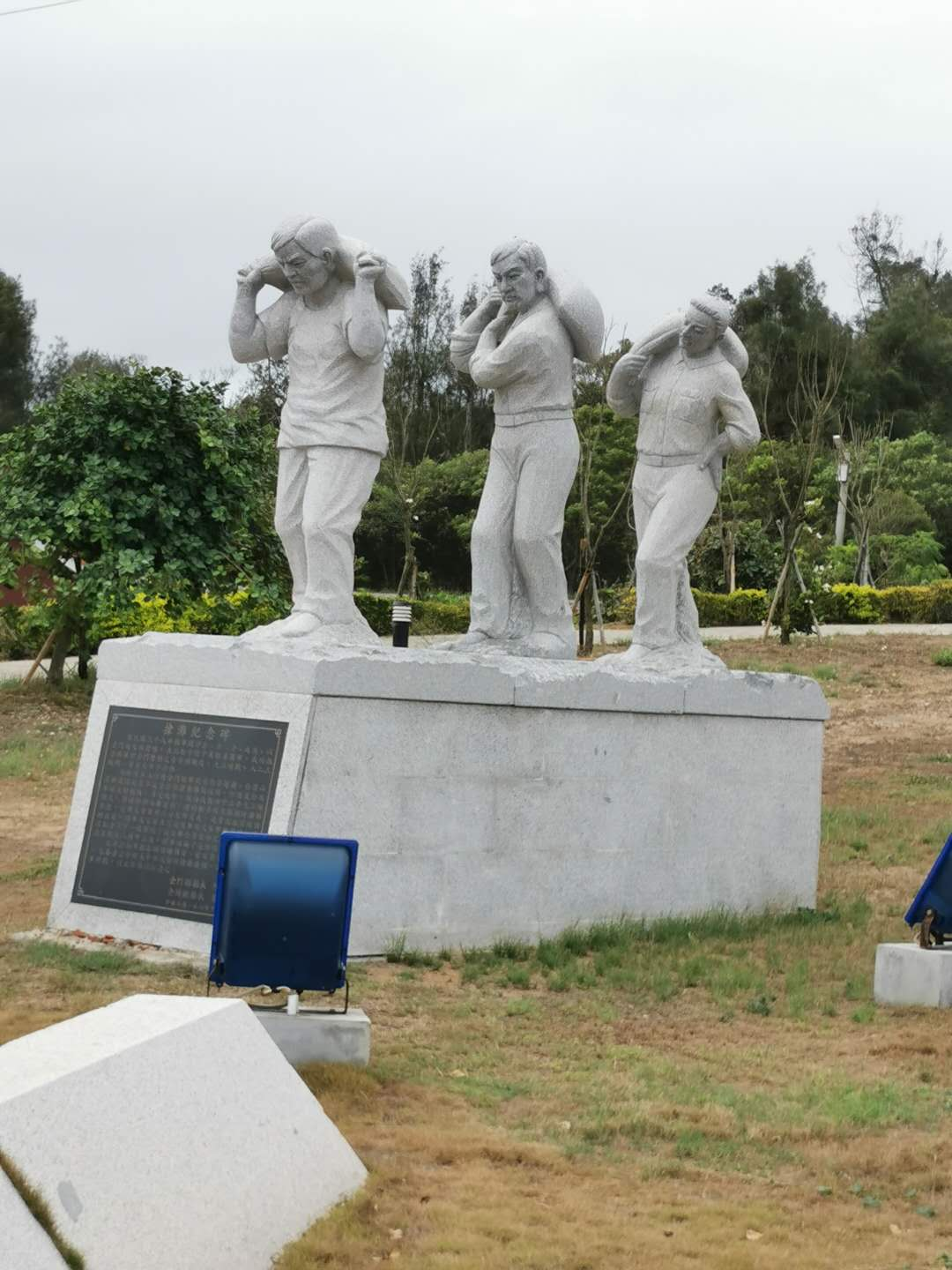
料羅灣八二三戰役運補展示館
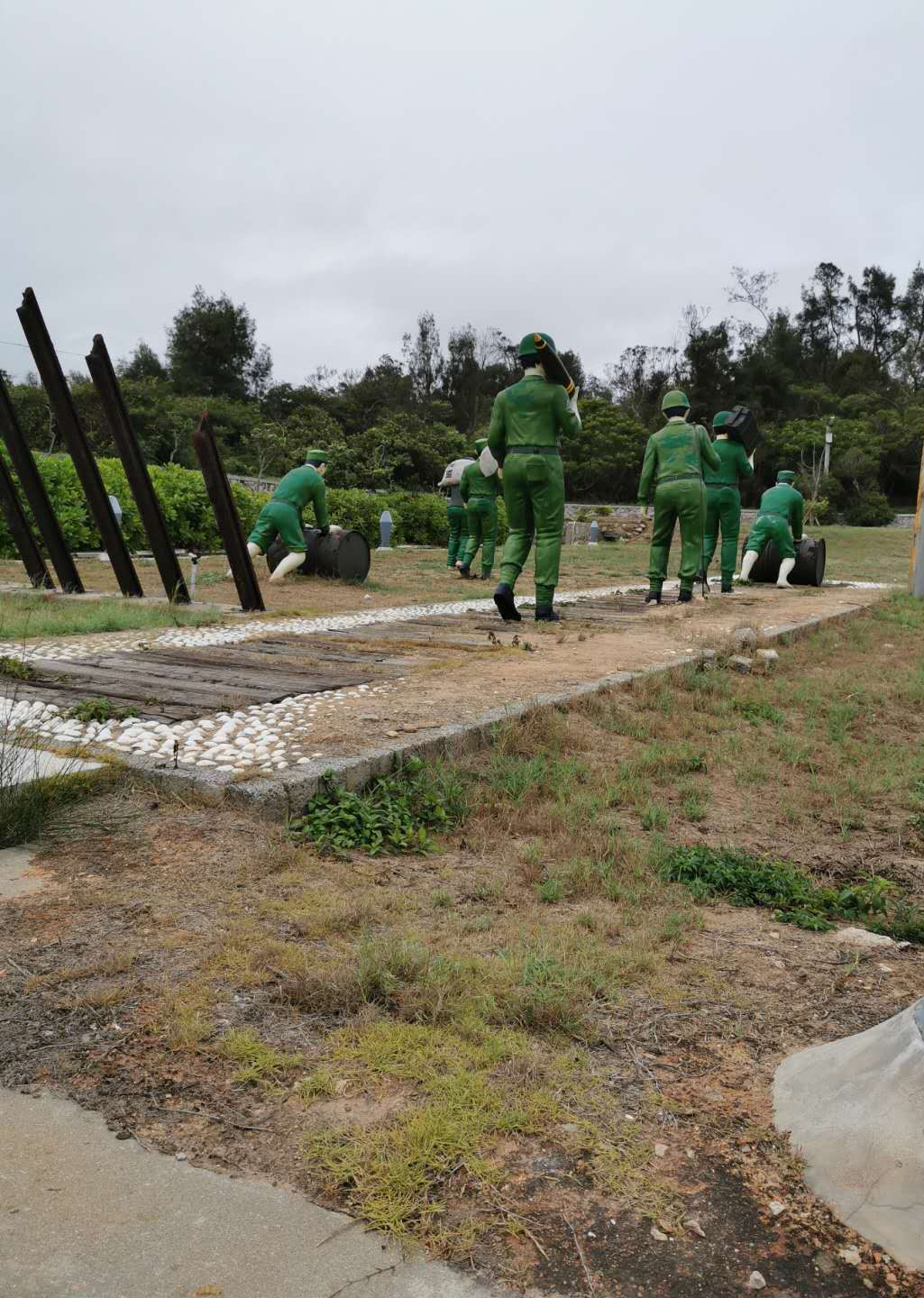
料羅灣八二三戰役運補展示館

## 註解
1. ↑  中华人民共和国方面称：封锁料罗湾的战役目标部分达成。
2. ↑  是否参战有爭議
3. ↑  損失有爭議。中华人民共和国方面称：沉没123-K型鱼雷艇两艘；炮艇战队伤亡11人。[1][2]:29
中华民国方面称：擊沉敵魚雷快艇三艘，大型砲艇八艘，擊傷敵砲艇兩艘。[3]
亦有称擊沉解放军鱼雷快艇八艘、大型炮艇二艘，击伤炮艇二艘版本。[4]
4. ↑  解放軍認為此雷达由易于装卸货物的美堅號中型登陸艦载运，而非獵潛艦，故計畫攻擊美堅號，結果誤認「維源」號為美堅號而加以攻擊。[13]
5. ↑  本條目時間使用金門當地的夏令時間(UTC+9）[17]，中國大陸的來源使用中國標準時間(UTC+8），兩者相差一小時

## 延伸閱讀
- 張壽齡等，《緬懷九二-台海戰役五十周年紀念專輯》 （页面存档备份，存于），臺北市：國防部海軍總司令部，2008年8月，ISBN 9789860145205
- 黎玉璽，《八二三金門會戰海軍作戰實錄》，臺北市：黎玉璽自行出版，民國74年。

## 外部連結
- 國軍參戰四艦照片 （页面存档备份，存于）。中華民國海軍。